# Koń szwajcarski
 Koń szwajcarski – rasa koni, pochodząca ze Szwajcarii.
Wysokość w kłębie tego konia wynosi od 90 cm do 110 cm. Umaszczenie karogniade z gęstą jasną grzywą i ogonem. Są dosyć rozbrykane, jednak przy dobrym ułożeniu nadają się dla dzieci.